# Onthophagus nubilus
Onthophagus nubilus es una especie de insecto del género Onthophagus, familia Scarabaeidae, orden Coleoptera.

Fue descrita científicamente por Kohlmann & Solis en 2001.